# American Schools of Oriental Research
L'American Schools of Oriental Research (ASOR) est une organisation apolitique et sans affiliation religieuse fondée en 1900 et destinée à l'étude des peuples et des cultures du Proche-Orient.

## Publications
L'ASOR publie aussi trois publications, dont deux sont réputées dans leurs domaines respectifs, le Bulletin of the American Schools of Oriental Research et le Journal of Cuneiform Studies. L'ASOR publie également un magazine trimestriel à l'audience plus large, le Near Eastern Archaeology Magazine. 